# Lupoglav
Lupoglav (italienisch Lupogliano) ist eine Gemeinde in Kroatien. 

## Geografische Lage und Einwohner
Die Gemeinde Lupoglav besteht aus neun Ortschaften und liegt im nordöstlichen Teil von Istrien. 
Die Zahl der Einwohner der Gemeinde liegt laut Volkszählung 2021 bei 836. Der Hauptort Lupoglav hat 298 Bewohner.

## Geschichte
In Lupoglav stehen noch die Überreste des Schlosses Mahrenfels.

## Verkehr
Lupoglav besitzt einen Bahnhof an der Bahnstrecke Divača–Pula.
Lupoglav ist mit einem Vollanschluss an die Autobahn A8 angeschlossen. 